# Bartalinia pistacina
Bartalinia pistacina är en svampart som först beskrevs av J.L. Maas, och fick sitt nu gällande namn av Nag Raj 1993. Bartalinia pistacina ingår i släktet Bartalinia och familjen Amphisphaeriaceae.   Inga underarter finns listade i Catalogue of Life.